# Software defined radio

Il concetto del Software Defined Radio

Software Defined Radio, in sigla SDR, è una tecnologia in via di sviluppo che permette di costruire apparati radio non più strettamente realizzati come puro hardware ovvero con circuiti e dispositivi elettronici, ma basati, ovvero "definiti" in software in funzione su un PC o un sistema embedded.
In particolare vengono utilizzati ricevitori radio adatti a ricevere uno spettro radio molto ampio e software appositi per gestire le funzioni di modulazione e demodulazione dei segnali e, se possibile, di configurazione del ricevitore stesso. Col metodo SDR si ha un apparato riprogrammabile ogni qualvolta si vuole gestire uno standard di comunicazione diverso.
Sebbene il concetto di SDR non sia nuovo, le capacità in rapida evoluzione dell'elettronica digitale rendono pratici molti processi che una volta erano solo teoricamente possibili.

## Descrizione
Oggigiorno i ricevitori dei vari standard (UMTS, GSM, WiMAX, satellitare...) sono costruiti completamente hardware e funzionano tutti allo stesso modo, cioè tutti possiedono un'antenna che capta il segnale modulato alla frequenza dello standard usato, un demodulatore che riporta il segnale dalla banda traslata (centrata alla frequenza di modulazione) in banda base (attorno alla frequenza zero) e un blocco di conversione analogico-digitale che campiona il segnale continuo e lo converte in segnale numerico.
Ci sono molti e cospicui vantaggi nell'avere un ricevitore unico rispetto a soluzioni hardware multiple. Tra i più importanti:
1. L'estensione della funzionalità del sistema ad un ampio intervallo di trasmissioni radio. È possibile aggiungere nei terminali mobili nuovi servizi ed aggiornamenti che possono addirittura essere realizzati in maniera automatica ed in autonomia.
2. La riconfigurabilità senza la sostituzione di alcuna parte hardware, in modo che le capacità del sistema o del terminale siano facilmente estendibili, e più standard possano essere gestiti da un solo ricevitore.

I ricevitori tradizionali, prima di eseguire la demodulazione del segnale (e un'eventuale conversione in digitale), lo portano dalla banda centrata attorno alla frequenza di modulazione ({\displaystyle f0}) ("banda traslata") alla banda base (attorno allo 0), eventualmente in più stadi, ovvero usando più "medie frequenze". Nell'SDR, invece, campionamento e conversione si effettuano direttamente in banda traslata, senza trasporto in banda base. Si comprende bene quale difficoltà di implementazione sorga quando il segnale di interesse è a frequenza molto alta: per il teorema del campionamento di Nyquist-Shannon, affinché si possa ricostruire adeguatamente il segnale, è necessario usare una frequenza di campionamento ({\displaystyle fc}) pari almeno al doppio della frequenza limite superiore dello spettro del segnale (ovvero almeno il doppio della banda). 
Nel principio di funzionamento dell'SDR appena descritto, in mancanza di alcun trasporto del segnale a frequenza più bassa, la banda da prendere in considerazione sarebbe quindi l'intero spettro da 0 ad {\displaystyle f0}. Se ad esempio considerassimo lo standard wireless LAN con portante a 2,4 GHz, avremmo circa {\displaystyle fc=5} GHz: a tutt'oggi è impossibile riuscire ad ottenere, nonché gestire, una mole di campioni nell'ordine di 5 miliardi al secondo, ma l'evoluzione tecnologica e il tasso di incremento della potenza di calcolo fanno sperare in una soluzione entro tempi non lontani. Per il momento è dunque ancora inevitabile abbinare la tecnologia SDR con uno trasferimento del segnale a frequenza intermedia rispetto alla frequenza portante, onde ridurre il numero dei campioni necessari a ricostruire il segnale, e solo dopo attuare campionamento e conversione da analogico a digitale.